# Bulgarien i olympiska sommarspelen 2008
Bulgarien deltog i de olympiska sommarspelen 2008 i Peking.
Medaljörer:
| Medalj | Namn             | Sport     | Gren                               |
| Guld   | Rumjana Nejkova  | Rodd      | Singelsculler damer                |
| Silver | Stanka Zlateva   | Brottning | Fristil damer -72 kg               |
| Brons  | Javor Janakiev   | Brottning | Grekisk-romersk stil herrar -74 kg |
| Brons  | Radoslav Velikov | Brottning | Fristil herrar -55 kg              |
| Brons  | Kiril Terziev    | Brottning | Fristil herrar -74 kg              |
| ------ | ---------------- | --------- | ---------------------------------- |

## Badminton
- Huvudartikel: Badminton vid olympiska sommarspelen 2008

- Damer

| Namn             | Gren   | 32-delsfinal                | 16-delsfinal            | 8-delsfinal                      | Kvartsfinal      | Semifinal        | Final            | Final            |
| Namn             | Gren   | Resultat                    | Resultat                | Resultat                         | Resultat         | Resultat         | Resultat         | Plats            |
| ---------------- | ------ | --------------------------- | ----------------------- | -------------------------------- | ---------------- | ---------------- | ---------------- | ---------------- |
| Petya Nedelcheva | Singel | Persson (SWE) W 21-10 21-10 | Hosny (EGY) W 21-7 21-4 | Wong Mew Choo (MAS) L 16-21 8-21 | Gick inte vidare | Gick inte vidare | Gick inte vidare | Gick inte vidare |

## Boxning
- Huvudartikel: Boxning vid olympiska sommarspelen 2008

| Tävlande       | Viktklass       | Sextondelsfinal      | Åttondelsfinal            | Kvartsfinal          | Semifinal            | Final                |
| Tävlande       | Viktklass       | Motståndare Resultat | Motståndare Resultat      | Motståndare Resultat | Motståndare Resultat | Motståndare Resultat |
| -------------- | --------------- | -------------------- | ------------------------- | -------------------- | -------------------- | -------------------- |
| Boris Georgiev | Lätt weltervikt | Molina (USA) W 14-1  | Mönkh-Erdene (MGL) L 3-10 | Gick inte vidare     | Gick inte vidare     | Gick inte vidare     |
| Kubrat Pulev   | Supertungvikt   |                      | Rivas (COL) L 5-11        | Gick inte vidare     | Gick inte vidare     | Gick inte vidare     |

## Brottning
- Huvudartikel: Brottning vid olympiska sommarspelen 2008

Herrar
| Idrottare           | Klass                               | Kvalomgång                  | Åttondelsfinal              | Kvartsfinal                 | Semifinal                   | Bronsomgång Runda 1         | Bronsomgång Runda 2         | Bronsmatch                  | Final                       | Plats                       |
| Idrottare           | Klass                               | Motståndare Resultat        | Motståndare Resultat        | Motståndare Resultat        | Motståndare Resultat        | Motståndare Resultat        | Motståndare Resultat        | Motståndare Resultat        | Motståndare Resultat        |                             |
| ------------------- | ----------------------------------- | --------------------------- | --------------------------- | --------------------------- | --------------------------- | --------------------------- | --------------------------- | --------------------------- | --------------------------- | --------------------------- |
| Radoslav Velikov    | Fristil, bantamvikt                 |                             | Cejudo (USA) L 6:7          | Gick inte vidare            | Gick inte vidare            |                             | Gochashvili (GEO) W 3:1     | Sevdimov (AZE) W 4:3        | Gick inte vidare            |                             |
| Anatolie Guidea     | Fristil, fjädervikt                 | Gav upp - På grund av skada | Gav upp - På grund av skada | Gav upp - På grund av skada | Gav upp - På grund av skada | Gav upp - På grund av skada | Gav upp - På grund av skada | Gav upp - På grund av skada | Gav upp - På grund av skada | Gav upp - På grund av skada |
| Serafim Barzakov    | Fristil, lättvikt                   |                             | Jung (KOR) W 4:2            | Tushishvili (GEO) L 0:5     | Gick inte vidare            | Gick inte vidare            | Gick inte vidare            | Gick inte vidare            | Gick inte vidare            | Gick inte vidare            |
| Kiril Terziev       | Fristil, weltervikt                 |                             | Joukar (IRI) W 6:1          | Gitinov (KGZ) W Fall        | Saitiev (RUS) L Fall        |                             |                             | Fundora (CUB) W Fall        | Gick inte vidare            |                             |
| Bozhidar Boyadzhiev | Fristil, supertungvikt              | Lei (CHN) L 0:3             | Gick inte vidare            | Gick inte vidare            | Gick inte vidare            | Masoumi (IRI) L 3:6         | Gick inte vidare            | Gick inte vidare            | Gick inte vidare            | Gick inte vidare            |
| Venelin Venkov      | Grekisk-romersk stil, bantamvikt    | Soryan (IRI) L Fall         | Gick inte vidare            | Gick inte vidare            | Gick inte vidare            | Gick inte vidare            | Gick inte vidare            | Gick inte vidare            | Gick inte vidare            | Gick inte vidare            |
| Armen Nazarian      | Grekisk-romersk stil, fjädervikt    | Bedinadze (GEO) W 10:2      | Sasamoto (JPN) W 4:4        | Rahimov (AZE) L 4:4         | Gick inte vidare            |                             | Jiang (CHN) L 4:4           | Gick inte vidare            | Gick inte vidare            | Gick inte vidare            |
| Nikolay Gergov      | Grekisk-romersk stil, lättvikt      |                             | Eroğlu (TUR) W 3:2          | Kovalenko (RUS) W 7:7       | Begaliev (KGZ) L 2:2        |                             |                             | Vardanyan (UKR) L 4:11      | Gick inte vidare            | Gick inte vidare            |
| Yavor Yanakiev      | Grekisk-romersk stil, weltervikt    |                             | Yongxiang (CHN) L 4:3       | Gick inte vidare            | Gick inte vidare            |                             | Barrera (PER) W 7:0         | Mikhalovich (BLR) W 4:3     | Gick inte vidare            |                             |
| Kaloyan Dinchev     | Grekisk-romersk stil, tungvikt      |                             | Svec (CZE) L 5:6            | Gick inte vidare            | Gick inte vidare            | Gick inte vidare            | Gick inte vidare            | Gick inte vidare            | Gick inte vidare            | Gick inte vidare            |
| Ivan Ivanov         | Grekisk-romersk stil, supertungvikt |                             | Szczepaniak (FRA) L 3:3     | Gick inte vidare            | Gick inte vidare            | Gick inte vidare            | Gick inte vidare            | Gick inte vidare            | Gick inte vidare            | Gick inte vidare            |

Damer
| Idrottare      | Klass               | Kvalomgång           | Åttondelsfinal       | Kvartsfinal            | Semifinal             | Bronsomgång Runda 1  | Bronsomgång Runda 2    | Bronsmatch           | Final                  | Plats            |
| Idrottare      | Klass               | Motståndare Resultat | Motståndare Resultat | Motståndare Resultat   | Motståndare Resultat  | Motståndare Resultat | Motståndare Resultat   | Motståndare Resultat | Motståndare Resultat   |                  |
| -------------- | ------------------- | -------------------- | -------------------- | ---------------------- | --------------------- | -------------------- | ---------------------- | -------------------- | ---------------------- | ---------------- |
| Elina Vaseva   | Fristil, mellanvikt |                      | Dunn (GUM) W 12:0    | Kartashova (RUS) L 1:8 | Gick inte vidare      |                      | Shalygina (KAZ) L 0:10 | Gick inte vidare     | Gick inte vidare       | Gick inte vidare |
| Stanka Zlateva | Fristil, tungvikt   |                      | Akuffo (CAN) W 7:0   | Unda (ESP) W 12:4      | Wieszczek (POL) W 8:0 |                      |                        |                      | Wang Jiao (CHN) L Fall |                  |

## Bågskytte
- Huvudartikel: Bågskytte vid olympiska sommarspelen 2008

- Herrar

| Namn          | Gren         | Rankingrunda | Rankingrunda | 32-delsfinal                               | 16-delsfinal     | 8-delsfinal      | Kvartsfinal      | Semifinal        | Final            | Final            |
| Namn          | Gren         | Poäng        | Seed         | Resultat                                   | Resultat         | Resultat         | Resultat         | Resultat         | Resultat         | Plats            |
| ------------- | ------------ | ------------ | ------------ | ------------------------------------------ | ---------------- | ---------------- | ---------------- | ---------------- | ---------------- | ---------------- |
| Daniel Pavlov | Individuellt | 618          | 59           | Balzhinima Tsyrempilov (RUS) (6) L 102-112 | Gick inte vidare | Gick inte vidare | Gick inte vidare | Gick inte vidare | Gick inte vidare | Gick inte vidare |

## Cykling
- Huvudartikel: Cykling vid olympiska sommarspelen 2008

Landsväg, herrar
| Cyklist          | Gren      | Tid | Placering |
| ---------------- | --------- | --- | --------- |
| Daniel Petrov    | Linjelopp | DNF | DNF       |
| Evgenij Gerganov | Linjelopp | DNF | DNF       |

## Friidrott
- Huvudartikel: Friidrott vid olympiska sommarspelen 2008

Förkortningar
- Noteringar – Placeringarna avser endast löparens eget heat
- Q = Kvalificerad till nästa omgång
- q = Kvalificerade sig till nästa omgång som den snabbaste idrottaren eller, i fältgrenarna, via placering utan att uppnå kvalgränsen.
- NR = Nationellt rekord
- N/A = Omgången ingick inte i grenen
- Bye = Idrottaren behövde inte delta i denna omgång

Herrar
Bana och landsväg
| Desislav Gunev | 100 m | 10.66 | 6 | Gick inte vidare | Gick inte vidare | Gick inte vidare | Gick inte vidare | Gick inte vidare | Gick inte vidare |
| Desislav Gunev | 200 m | 21.55 | 6 | Gick inte vidare | Gick inte vidare | Gick inte vidare | Gick inte vidare | Gick inte vidare | Gick inte vidare |

Fältgrenar
| Idrottare         | Gren          | Kval    | Kval      | Final            | Final            |
| Idrottare         | Gren          | Distans | Placering | Distans          | Placering        |
| ----------------- | ------------- | ------- | --------- | ---------------- | ---------------- |
| Nikolaj Atanasov  | Längdhopp     | 7.54    | 35        | Gick inte vidare | Gick inte vidare |
| Spas Buchalov     | Stavhopp      | 5.45    | =25       | Gick inte vidare | Gick inte vidare |
| Ilijan Efremov    | Stavhopp      | NM      | —         | Gick inte vidare | Gick inte vidare |
| Georgi Ivanov     | Kulstötning   | NM      | —         | Gick inte vidare | Gick inte vidare |
| Momchil Karailiev | Tresteg       | 17.12   | 11 Q      | 16.48            | 11               |
| Koljo Nesjev      | Spjutkastning | 66.00   | 36        | Gick inte vidare | Gick inte vidare |

Damer
Bana & landsväg
| Idrottare            | Gren           | Heat                             | Heat                             | Kvartsfinal                      | Kvartsfinal                      | Semifinal                        | Semifinal                        | Final                            | Final                            |
| Idrottare            | Gren           | Resultat                         | Placering                        | Resultat                         | Placering                        | Resultat                         | Placering                        | Resultat                         | Placering                        |
| -------------------- | -------------- | -------------------------------- | -------------------------------- | -------------------------------- | -------------------------------- | -------------------------------- | -------------------------------- | -------------------------------- | -------------------------------- |
| Inna Eftimova        | 100 m          | 11.67                            | 4                                | Gick inte vidare                 | Gick inte vidare                 | Gick inte vidare                 | Gick inte vidare                 | Gick inte vidare                 | Gick inte vidare                 |
| Inna Eftimova        | 200 m          | 23.50                            | 5 Q                              | 23.48                            | 8                                | Gick inte vidare                 | Gick inte vidare                 | Gick inte vidare                 | Gick inte vidare                 |
| Tsvetelina Kirilova  | 400 m häck     | 55.22                            | 3 Q                              | i.u.                             | i.u.                             | 55.97                            | 8                                | Gick inte vidare                 | Gick inte vidare                 |
| Ivet Lalova          | 100 m          | 11.33                            | 1 Q                              | 11.40                            | 3 Q                              | 11.51                            | 7                                | Gick inte vidare                 | Gick inte vidare                 |
| Ivet Lalova          | 200 m          | 23.13                            | 5 Q                              | 23.15                            | 4                                | Gick inte vidare                 | Gick inte vidare                 | Gick inte vidare                 | Gick inte vidare                 |
| Tezdzjan Naimova     | 100 m          | 11.70                            | 5                                | Gick inte vidare                 | Gick inte vidare                 |                                  |                                  |                                  |                                  |
| Dobrinka Sjalamanova | 3 000 m hinder | DNF                              | DNF                              | i.u.                             | i.u.                             | i.u.                             | i.u.                             | Gick inte vidare                 | Gick inte vidare                 |
| Daniela Jordanova    | 1 500 m        | Drog sig ur på grund av dopning* | Drog sig ur på grund av dopning* | Drog sig ur på grund av dopning* | Drog sig ur på grund av dopning* | Drog sig ur på grund av dopning* | Drog sig ur på grund av dopning* | Drog sig ur på grund av dopning* | Drog sig ur på grund av dopning* |

Fältgrenar
| Idrottare           | Gren           | Kval  | Kval      | Final            | Final            |
| Idrottare           | Gren           | Längd | Placering | Längd            | Placering        |
| ------------------- | -------------- | ----- | --------- | ---------------- | ---------------- |
| Gita Dodova         | Tresteg        | 13.53 | 25        | Gick inte vidare | Gick inte vidare |
| Venera Getova       | Diskuskastning | 54.00 | 34        | Gick inte vidare | Gick inte vidare |
| Rumjana Karapetrova | Spjutkastning  | 40.15 | 52        | Gick inte vidare | Gick inte vidare |

## Gymnastik
- Huvudartikel: Gymnastik vid olympiska sommarspelen 2008

### Artistisk gymnastik
Herrar
Lag
| Gymnast        | Gren   | Kval    | Kval    | Kval    | Kval    | Kval    | Kval    | Kval   | Kval      | Final   | Final   | Final   | Final   | Final   | Final   | Final  | Final     |
| Gymnast        | Gren   | Redskap | Redskap | Redskap | Redskap | Redskap | Redskap | Totalt | Placering | Redskap | Redskap | Redskap | Redskap | Redskap | Redskap | Totalt | Placering |
| Gymnast        | Gren   | F       | PH      | R       | V       | PB      | HB      | Totalt | Placering | F       | PH      | R       | V       | PB      | HB      | Totalt | Placering |
| -------------- | ------ | ------- | ------- | ------- | ------- | ------- | ------- | ------ | --------- | ------- | ------- | ------- | ------- | ------- | ------- | ------ | --------- |
| Jordan Jovtjev | Ringar | i.u.    | i.u.    | 16.275  | i.u.    | i.u.    | i.u.    | 16.275 | 2 Q       | i.u.    | i.u.    | 15.525  | i.u.    | i.u.    | i.u.    | 15.525 | 8         |

Damer
| Gymnast             | Gren     | Kval    | Kval    | Kval    | Kval    | Kval   | Kval      | Final            | Final            | Final            | Final            | Final            | Final            |
| Gymnast             | Gren     | Redskap | Redskap | Redskap | Redskap | Totalt | Placering | Redskap          | Redskap          | Redskap          | Redskap          | Totalt           | Placering        |
| Gymnast             | Gren     | F       | V       | UB      | BB      | Totalt | Placering | F                | V                | UB               | BB               | Totalt           | Placering        |
| ------------------- | -------- | ------- | ------- | ------- | ------- | ------ | --------- | ---------------- | ---------------- | ---------------- | ---------------- | ---------------- | ---------------- |
| Nikolina Tankusjeva | Mångkamp | 12.850  | 13.850  | 12.700  | 12.075  | 51.475 | 61        | Gick inte vidare | Gick inte vidare | Gick inte vidare | Gick inte vidare | Gick inte vidare | Gick inte vidare |

### Rytmisk gymnastik
| Gymnast            | Gren         | Kval   | Kval     | Kval   | Kval   | Kval   | Kval      | Final            | Final            | Final            | Final            | Final            | Final            |
| Gymnast            | Gren         | Rep    | Tunnband | Käglor | Band   | Total  | Placering | Rep              | Tunnband         | Käglor           | Band             | Totalt           | Placering        |
| ------------------ | ------------ | ------ | -------- | ------ | ------ | ------ | --------- | ---------------- | ---------------- | ---------------- | ---------------- | ---------------- | ---------------- |
| Elizabeth Paisieva | Individuellt | 16.175 | 16.400   | 16.200 | 14.525 | 63.300 | 19        | Gick inte vidare | Gick inte vidare | Gick inte vidare | Gick inte vidare | Gick inte vidare | Gick inte vidare |
| Simona Peycheva    | 16.900       | 17.125 | 16.475   | 16.675 | 67.175 | 9 Q    | 15.975    | 16.975           | 16.775           | 15.750           | 65.475           | 10               |                  |

| Gymnast                                                                                        | Gren  | Kval   | Kval                | Kval   | Kval      | Final  | Final               | Final  | Final     |
| Gymnast                                                                                        | Gren  | 5 rep  | 3 tunnband 2 käglor | Totalt | Placering | 5 rep  | 3 tunnband 2 käglor | Total  | Placering |
| ---------------------------------------------------------------------------------------------- | ----- | ------ | ------------------- | ------ | --------- | ------ | ------------------- | ------ | --------- |
| Tsveta Kuseva Jolita Manolova Zornitsa Marinova Maja Paunovska Joanna Tantjeva Tatjana Tongova | Trupp | 16.825 | 16.875              | 33.700 | 5 Q       | 16.750 | 16.800              | 33.550 | 5         |

## Kanotsport
Sprint
| Kanotist                   | Gren                 | Heat     | Heat      | Semifinal | Semifinal | Final            | Final            |
| Kanotist                   | Gren                 | Tid      | Placering | Tid       | Placering | Tid              | Placering        |
| -------------------------- | -------------------- | -------- | --------- | --------- | --------- | ---------------- | ---------------- |
| Adnan Aliev Deyan Georgiev | Herrarnas C-2 500 m  | 1:43.428 | 5 QS      | 1:42.891  | 2 Q       | 1:43.971         | 7                |
| Adnan Aliev Deyan Georgiev | Herrarnas C-2 1000 m | 3:54.111 | 6 QS      | 3:45.019  | 4         | Gick inte vidare | Gick inte vidare |

## Rodd
Herrar
| Idrottare                    | Gren          | Heat    | Heat      | Återkval | Återkval  | Semifinal | Semifinal | Final   | Final     | Final |
| Idrottare                    | Gren          | Tid     | Placering | Tid      | Placering | Tid       | Placering | Tid     | Placering |       |
| ---------------------------- | ------------- | ------- | --------- | -------- | --------- | --------- | --------- | ------- | --------- | ----- |
| Ivo Janakiev Martin Janakiev | Dubbelsculler | 6:45,03 | 4 R       | 6:24,70  | 3 SA/B    | 6:26,62   | 4 FB      | 6:45,91 | 10        |       |

Damer
| Idrottare       | Gren          | Heat    | Heat      | Kvartsfinal | Kvartsfinal | Semifinal | Semifinal | Final   | Final     | Final |
| Idrottare       | Gren          | Tid     | Placering | Tid         | Placering   | Tid       | Placering | Tid     | Placering |       |
| --------------- | ------------- | ------- | --------- | ----------- | ----------- | --------- | --------- | ------- | --------- | ----- |
| Rumjana Nejkova | Singelsculler | 7:56,07 | 1 QF      | 7:22,37     | 1 SA/B      | 7:33,29   | 2 FA      | 7:22,34 | 1         |       |

## Segling
Damer
| Seglare                      | Gren | Lopp | Lopp | Lopp | Lopp | Lopp | Lopp | Lopp | Lopp | Lopp | Lopp | Lopp | Summerad poäng | Finalplacering |
| Seglare                      | Gren | 1    | 2    | 3    | 4    | 5    | 6    | 7    | 8    | 9    | 10   | M*   | Summerad poäng | Finalplacering |
| ---------------------------- | ---- | ---- | ---- | ---- | ---- | ---- | ---- | ---- | ---- | ---- | ---- | ---- | -------------- | -------------- |
| Irina Konstantinova-Bontemps | RS:X | 18   | 8    | 8    | 15   | 18   | 17   | 10   | 10   | 2    | 13   | EL   | 101            | 12             |

M = Medaljlopp; EL = Eliminerad – gick inte vidare till medaljloppet;

## Tennis
| Spelare            | Gren      | Omgång 1                     | Omgång 2                   | Åttondelsfinaler  | Kvartsfinaler     | Semifinaler       | Final / BM        | Final / BM       |
| Spelare            | Gren      | Motståndare Poäng            | Motståndare Poäng          | Motståndare Poäng | Motståndare Poäng | Motståndare Poäng | Motståndare Poäng | Placering        |
| ------------------ | --------- | ---------------------------- | -------------------------- | ----------------- | ----------------- | ----------------- | ----------------- | ---------------- |
| Tsvetana Pironkova | Damsingel | Domachowska (POL) W 6–3, 6–4 | Cibulková (SVK) L 2–6, 2–6 | Gick inte vidare  | Gick inte vidare  | Gick inte vidare  | Gick inte vidare  | Gick inte vidare |

## Tyngdlyftningskontrovers
Bulgarien skulle delta med sex män och två kvinnor. Senare meddelade de att de drog tillbaka hela laget då samtliga tävlande testades positivt för doping.